# Science Adventure
Science Adventure  là một chuỗi các trò chơi video tiểu thuyết trực quan khoa học viễn tưởng được phát triển bởi 5pb., Nitroplus và Chiyomaru Studio. Game đầu tiên trong sê-ri  là Chaos;Head, được phát hành năm 2008, và tiếp theo là Steins;Gate, Robotics;Notes, Chaos; Child, Steins; Gate 0 và Robotics;Notes DaSH. Bộ này cũng bao gồm hai tiểu thuyết trực quan đơn là  Occultic;Nine và Anonymous;Code, sáu spin-off dựa trên Chaos;Head, Steins;Gate và Chaos;Child và các phương tiện truyền thông khác bao gồm anime, manga, light novel, audio drama, và vở kịch sân khấu.
Các trò chơi chính và các phần phụ của chúng đều diễn ra trong cùng một vũ trụ hư cấu. Chaos;Head và Chaos;Child tập trung vào các cá nhân có sức mạnh biến ảo tưởng thành thực tại, trong khi các trò chơi Steins;Gate tập trung vào du hành thời gian. Người chơi có thể ảnh hưởng đến tiến trình của câu chuyện bằng cách đưa ra một số lựa chọn nhất định: trong Chaos;Head và Chaos;Child là ảo tưởng mà nhân vật chính trải qua; trong các trò chơi như Steins;Gate và Robotics;Notes là các tin nhắn do người chơi gửi qua điện thoại di động và máy tính bảng trong trò chơi.
Series được lên ý tưởng bởi Chiyomaru Shikura, CEO của 5pb., nhạc được sáng tác bởi Takeshi Abo và Zizz Studio, lời thoại viết bởi Naotaka Hayashi cùng với các nhà văn khác và thiết kế nhân vật bởi các nghệ sĩ bao gồm Mutsumi Sasaki, Huke và Tomonori Fukuda. Series đã thành công về mặt thương mại và được giới phê bình Nhật Bản và quốc tế đánh giá cao, doanh số bán ra luôn vượt kỳ vọng.

## Tiêu đề
Sê-ri Science Adventure bao gồm sáu trò chơi cốt lõi, và sáu trò chơi phụ: một dựa trên Chaos; Head, bốn dựa trên Steins; Gate, và một dựa trên Chaos;Child. Hai trò chơi bổ sung - trò chơi chuyển thể từ sê-ri tiểu thuyết Occultic;Nine  và Anonymous;Code - là một phần của loạt trò chơi được gọi là Science Visual Novel, ban đầu được công bố là tách biệt với Science Adventure nhưng đã được hợp nhất vào sê-ri với Occultic;Nine được cập nhật với nội dung câu chuyện mới gắn kết chúng lại với nhau. Một trò chơi mới, không được báo trước trong sê-ri cũng đang được phát triển vào năm 2019. Một số trò chơi đã nhận được các phiên bản cập nhật với nội dung được thêm vào  và có các phần tổng hợp như Chaos; Head Dual (bao gồm cả bản gốc lẫn làm lại)  và Steins;Gate:Divergencies Assort (bao gồm Steins;Gate 0, Darling of Loving Vows và Linear Bounded Phenogram).
Loạt game được xuất bản bởi 5pb. và Nitroplus tại Nhật Bản, và bởi JAST USA, PQube, 5pb., và Spike Chunsoft trên toàn thế giới. Steins;Gate, Steins;Gate 0, Chaos;Child, Steins;Gate Elite, Steins;Gate: linear Bounded Phenogram, 8-bit ADV Steins;Gate, và Steins;Gate:My Darling's Embrace đã được phát hành chính thức bằng tiếng Anh, và có kế hoạch bản địa hóa Robotics;Notes Elite và Robotics;Notes DaSH.

### Trò chơi chính
- Chaos;Head là game đầu tiên trong sê-ri. Ban đầu nó được phát hành cho Microsoft Windows vào năm 2008;[1] phiên bản cập nhật Chaos; Head Noah được phát hành cho Xbox 360 vào năm 2009,[24] và sau đó được chuyển sang PlayStation Portable,[25] iOS,[26] Android,[27] PlayStation 3,[28] và PlayStation Vita.[13] Trò chơi theo chân Takumi, một học sinh cấp 3 khép kín có dấu hiệu trải qua những ảo tưởng sau khi chứng kiến một vụ giết người và bị tình nghi là hung thủ trong chuỗi án mạng "Tân Thế Hệ Cuồng Loạn" (New Generation Madness).[3][29]
- Steins;Gate là game thứ hai trong loạt. Ban đầu nó được phát hành cho Xbox 360 vào năm 2009,  và sau đó được chuyển sang Microsoft Windows,[30] PlayStation Portable,[31] iOS,[32] PlayStation 3,[33] PlayStation Vita,[34] và PlayStation 4.[35] Phiên bản cập nhật Steins; Gate Elite, đã được phát hành cho PlayStation 4, PlayStation Vita và Nintendo Switch vào năm 2018, và sau đó được chuyển sang Microsoft Windows và iOS.[5][21][36] Trò chơi theo chân Okabe, người vô tình phát hiện ra một hình thức của du hành thời gian; anh và những người bạn của mình đã áp dụng phát hiện này vào việc gửi email về quá khứ để thay đổi hiện tại.
- Robotics;Notes là game thứ ba trong sê-ri. Ban đầu nó được phát hành cho Xbox 360 và PlayStation 3 vào năm 2012;[37][38] Phiên bản cập nhật Robotics;Notes Elite, được phát hành vào năm 2014 cho PlayStation Vita và sau đó được chuyển sang PlayStation 4 và Nintendo Switch.[39] Trò chơi theo chân Kaito và các thành viên trong câu lạc bộ robot của trường trung học, họ đang cố gắng chế tạo một robot khổng lồ.
- Chaos;Child là game thứ tư trong sê-ri. Ban đầu nó được phát hành cho Xbox One vào năm 2014,  và sau đó được phát hành cho PlayStation 3, PlayStation 4, PlayStation Vita,[40] Microsoft Windows,[41] iOS và Android.[42][43] Đây là phần tiếp theo theo chủ đề của Chaos;Head,[44] nhân vật chính Takuru. Câu chuyện bắt đầu khi Takuru báo cáo với các thành viên CLB mình rằng hai vụ giết người gần đây diễn ra cùng ngày với vụ giết người hàng loạt trong Chaos;Head, sau đó anh và họ phát hiện ra rằng mình có thể có mối liên hệ gì đó với những vụ giết người.
- Steins;Gate 0 là game thứ năm trong sê-ri. Ban đầu nó được phát hành vào năm 2015 cho PlayStation 3, PlayStation 4 và PlayStation Vita,[45] và sau đó chuyển sang Microsoft Windows,[46] Xbox One,[47] và Nintendo Switch.[14] Một phiên bản cập nhật Steins;Gate 0 Elite đang được phát triển.[48] Trò chơi là phần tiếp theo của Steins;Gate, diễn ra trước khi phần trước kết thúc.
- Robotics;Notes DaSH là game thứ sáu trong sê-ri. Nó được phát hành cho PlayStation 4 và Nintendo Switch vào năm 2019.[2] Trò chơi này là phần tiếp theo của Robotics;Notes, và theo chân các thành viên cũ của câu lạc bộ robot.[49]

### Trò chơi phụ
- Chaos;Head Love Chu Chu! ban đầu được phát hành cho Xbox 360 vào năm 2010,  và sau đó được chuyển sang PlayStation Portable,[50] PlayStation 3,[51] và PlayStation Vita.[13] Đây là một game hài lãng mạn xoay quanh Chaos;Head. [4]
- Steins;Gate: My Darling's Embrace ban đầu được phát hành cho Xbox 360 vào năm 2011,  và sau đó được chuyển sang PlayStation Portable,[52] PlayStation 3,[53] PlayStation Vita,[54] iOS,[55] Nintendo Switch,[14] PlayStation 4 và Microsoft Windows.[22] Game lấy bối cảnh ở một đường thế giới hoàn toàn khác, nơi Okabe có mối quan hệ lãng mạn với các nhân vật Steins;Gate.[6]
- Steins; Gate: Variant Space Octet [c] đã được phát hành cho Microsoft Windows vào năm 2011 [56] Đây là phần tiếp theo không chính tắc của Steins; Gate, được thể hiện dưới dạng trò chơi phiêu lưu dựa trên văn bản với đồ họa 8 bit, trong đó người chơi gõ các lệnh để thực hiện các hành động.
- Steins;Gate: Linear Bounded Phenogram ban đầu được phát hành cho Xbox 360 và PlayStation 3 vào năm 2013,[57] và sau đó được chuyển sang PlayStation Vita [58] iOS,[59] PlayStation 4, Microsoft Windows,[21][21][60][60] và Nintendo Switch.  Nó bao gồm mười một câu chuyện bên lề được đặt trong các dòng thế giới khác nhau. Hai trong số những câu chuyện theo chân Okabe, phần còn lại tập trung vào các nhân vật khác.
- Chaos;Child Love Chu Chu !! được phát hành cho PlayStation 4 và PlayStation Vita vào năm 2017. Nó là một phần phụ của Chaos;Child  đặt Takuru là một nhân vật không hề hứng thú gì với những sự kiện kỳ lạ xảy ra xung quanh mình, thay vào đó anh lại mê gái và tận hưởng dàn harem mà mình có được [7]
- 8-bit ADV Steins; Gate [d] đã được phát hành cho Nintendo Switch vào năm 2018. Đây là một trò chơi Steins;Gate theo phong cách của những trò chơi phiêu lưu thập niên 1980 cho Famicom.

### Tiểu thuyết trực quan khoa học
- Occultic;Nine ban đầu được phát hành cho PlayStation 4, PlayStation Vita và Xbox One vào năm 2017,[61] và dự kiến sẽ được phát hành cho Nintendo Switch.[62] Nó là một game chuyển thể từ bộ tiểu thuyết cùng tên, nhân vật chính là Yuta Gamon, người chạy một blog huyền bí Kirikiri Basara.[10]
- Anonymous;Code được lên kế hoạch phát hành cho PlayStation 4, PlayStation Vita và Nintendo Switch vào năm 2020 hoặc 2021.[63]

## Các yếu tố phổ biến

Trong các trò chơi Steins; Gate, người chơi ảnh hưởng đến kết quả của câu chuyện bằng cách sử dụng điện thoại di động của nhân vật người chơi.

Các trò chơi Science Adventure đều có những kiểu cốt truyện thuộc thể loại khoa học viễn tưởng. Chúng sử dụng các khái niệm và lý thuyết khoa học thực sự nhưng cũng kết hợp với các yếu tố hư cấu, sử dụng khoa học và truyền thuyết đô thị không có thật. Chaos;Head and Chaos;Child tập trung vào các cá nhân có khả năng biến ảo tưởng thành hiện thực và đặt ra dấu chấm hỏi về các chủ đề như nhận thức, thực tại và phản vật chất, trong khi Steins;Gate và Steins;Gate 0 tập trung vào du hành thời gian. Các trò chơi chính và các phần phụ của chúng đều được đặt trong cùng một thế giới, đều có sự tồn tại của Ủy ban 300 là tổ chức phản diện. Ủy ban, theo thuyết âm mưu, là một tổ chức tìm kiếm sự thống trị thế giới và được miêu tả là rất quyền lực, nắm quyền kiểm soát các tập đoàn, chính trị gia và tôn giáo, và dường như không thể đánh bại ngay cả khi sử dụng du hành thời gian và siêu năng lực.
Các trò chơi là tiểu thuyết trực quan, trong đó người chơi có thể ảnh hưởng đến kết thúc của câu chuyện thông qua các lựa chọn. Trong Chaos; Head và Chaos; Child, người chơi thực hiện điều này bằng cách kiểm soát những loại ảo tưởng mà nhân vật người chơi trải qua: người chơi có thể khiến họ trải qua những ảo tưởng tích cực hoặc tiêu cực, hoặc thay vào đó chọn để chúng tồn tại trong thực tế. Chaos Child; Love Chu Chu !! ngoài ra còn sử dụng bảng câu hỏi "có / không" mà nhân vật người chơi lấy trong các tạp chí trong trò chơi để xác định hướng đi của cốt truyện. Trong Steins; Gate và Steins; Gate 0, người chơi ảnh hưởng đến kết thúc bằng cách sử dụng điện thoại di động của nhân vật người chơi: trong Steins; Gate, việc này được thực hiện bằng cách chọn trả lời một số tin nhắn nhất định, gọi điện thoại hoặc rút điện thoại tại một số thời điểm cụ thể, vì điều này ảnh hưởng đến thông tin mà nhân vật người chơi đọc được và cách anh ta tương tác với các nhân vật khác; và trong Steins; Gate 0, nó được thực hiện bằng cách quyết định có trả lời điện thoại hay không vào những thời điểm nhất định. Robotics; Notes hoạt động tương tự như Steins; Gate, nhưng với người chơi sử dụng máy tính bảng và các ứng dụng của nó thay vì điện thoại di động.

## Phát triển

5pb. hợp tác với JAXA để tăng tính hiện thực; Shikura cảm thấy rằng việc nhắm đến thực tế làm cho câu chuyện trở nên dễ hiểu và đáng tin hơn.

Sê-ri được lên ý tưởng bởi CEO của 5pb. Chiyomaru Shikura, và được phát triển bởi 5pb., Nitroplus, và studio ý tưởng đa phương tiện của Shikura, Chiyomaru Studio, công ty sở hữu bản quyền của sê-ri. Naotaka Hayashi đóng vai trò là biên kịch cho sê-ri, cả trong vai trò là người viết kịch bản và là người giám sát kịch bản. Các nhà thiết kế nhân vật  bao gồm Mutsumi Sasaki (cho game Chaos;Head và Chaos;Child),   Huke (cho các game của Steins;Gate), và Tomonori Fukuda (cho game Robotics;Notes). Nhạc nền của trò chơi được sáng tác bởi Takeshi Abo và Zizz Studio.
Shikura nhắm đến việc sê-ri sẽ lấy bối cảnh thực tế vì nó làm cho những câu chuyện trở nên dễ hiểu và có vẻ đáng tin hơn; ông nói rằng ông cảm thấy thật khó nuốt với thể loại kì ảo, và ông không tin rằng mọi người có thể bị kích thích vì "những câu chuyện giả tưởng cường điệu". Đối với Steins;Gate, nhóm phát triển nhắm đến tỷ lệ "99% khoa học và 1% giả tưởng"; Shikura đã nói bộ phim 1989 Back to the Future Part II có ảnh hưởng trực tiếp đến Steins;Gate, với lý do nó đủ vẻ đáng tin để cảm thấy chân thực. Đối với Robotics;Notes, 5pb. hợp tác với JAXA, Cơ quan thám hiểm hàng không vũ trụ Nhật Bản, để mang lại cảm giác hiện thực hơn nữa cho câu chuyện. Do việc sử dụng yếu tố đường thế giới trong loạt trò chơi - thế giới song song - nhà phát triển phải sử dụng biểu đồ tương quan để theo dõi các sự kiện trong câu chuyện của trò chơi, được cập nhật bất cứ khi nào họ tạo các mục mới trong chuỗi.
Abo ý thức được rằng tất cả các trò chơi đều là một phần của sê-ri và phần âm thanh thể hiện nét đặc trưng của mỗi trò chơi; ông ngầm so sánh chúng với các hiện tượng thời tiết, ông gọi Chaos;Head  là mưa, Steins; Gate là mây, Robotics;Notes là quang đãng và Chaos;Childs là bão tố. Ông đã sử dụng quy trình  tương tự cho tất cả sáng tác âm nhạc: bắt đầu bằng việc nắm cốt truyện, để hiểu bối cảnh và nhân vật cũng như có thể, và viết ra những ghi chú về dòng cảm xúc của trò chơi và những tình huống xảy ra trong suốt câu chuyện. Sử dụng những ghi chú này, ông đã xây dựng thế giới quan âm nhạc cho các trò chơi, với nhiều trĩu nặng dựa trên cảm nhận đầu tiên của ông. Với cách tiếp cận này, có khi chậm hơn là chỉ chỉ định các bài hát cho các khu vực khác nhau của trò chơi, cho phép ông sáng tác các bài hát chất lượng cao hơn có mối quan hệ tốt hơn với thế giới quan của trò chơi. Ông ấy đã được tự do rất nhiều khi làm việc cho sê-ri và cho phép ông có thể sáng tác ra kiểu âm nhạc mà ông muốn làm cho nó, điều mà ông ấy rất thích. Abo cũng đã sáng tác ca khúc chủ đề của từng trò chơi, và đặc biệt hài lòng với chủ đề của Steins;Gate là "Gate of Steiner", mà ông muốn nó đại diện cho cả trò chơi.

## Đón nhận
| Trò chơi                              | Famitsu | Metacritic |
| ------------------------------------- | ------- | ---------- |
| Chaos;Head                            | 32/40   | –          |
| Steins;Gate                           |         | 87/100     |
| Chaos;Head Love Chu Chu!              | 26/40   | –          |
| Steins;Gate: My Darling's Embrace     | 30/40   | 73/100     |
| Robotics;Notes                        | 30/40   | –          |
| Steins;Gate: Linear Bounded Phenogram | 34/40   | –          |
| Chaos;Child                           | 31/40   | 76/100     |
| Steins;Gate 0                         | 35/40   | 81/100     |
| Occultic;Nine                         | 33/40   | –          |
| Robotics;Notes DaSH                   | 31/40   | –          |

Các trò chơi cũng đã nhận được đánh giá tích cực, cả ở Nhật Bản và phương Tây. Các nhà phê bình rất thích cốt truyện,  âm nhạc và hình ảnh, và việc thực hiện các yếu tố gameplay trong phần trình bày tiểu thuyết trực quan, mặc dù một số người đã cho rằng nó rất phức tạp và khó mở khóa một số tuyến nhất định. Anime News Network đã nhận xét rằng sê-ri có những bí ẩn giật gân và sử dụng các khái niệm sáng tạo, nhưng kết luận thường không tốt như những gì nó đã sắp đặt.
Năm 2009, Steins;Gate giành giải thưởng Game xuất sắc hằng năm của Famitsu. RPGFan đã liệt Steins; Gate vào danh sách hơn 30 game nhập vai quan trọng từ 2010-2015, gọi đây là một trong những tiểu thuyết trực quan hay nhất trên thị trường. Nó cũng được đề cử cho Giải thưởng Golden joy Awards, cho trò chơi cầm tay / di động hay nhất năm 2015.

### Doanh số
Sê- ri Science Adventure đã thành công về mặt thương mại cho Mages, với việc phát hành Chaos;Head và Steins;Gate giúp thiết lập chúng như một nhà phát triển trò chơi. Vào tháng 6 năm 2011, doanh số của Steins;Gate đã vượt qua 300.000 bản được bán ra, điều mà Shikura ghi nhận là một thành tựu cho thể loại của nó. Một năm sau, anh tiết lộ rằng đã có hơn 80.000 đơn đặt hàng trước cho Robotics;Notes, đó là một sự cải thiện lớn so với Steins;Gate ' ban đầu phát hành. Steins;Gate 0 tương tự đã làm tốt về mặt thương mại, bán được 100.000 bản trong ngày đầu tiên, mang lại doanh số kết hợp của tất cả các trò chơi Steins;Gate vượt qua một triệu bản. Chaos;Child cũng phát hành, tuy nhiên, thất bại theo biểu đồ trên Media Create trong danh sách top tuần tại Nhật Bản, với khoảng 1,415 bản bán ra.
Các bản phát hành giao diện điều khiển tiếng Anh của Steins;Gate đã thể hiện rất tốt "hiện tượng", với phần lớn các bản sao được bán là phiên bản PlayStation Vita; Theo người đứng đầu bộ phận tiếp thị của PQube, Geraint Evans, đó là trò chơi khiến PQube đột phá và được chú ý như một nhà xuất bản. Steins;Gate Elite phiên bản PC là một trong những phiên bản mới bán chạy nhất của tháng trên Steam. 

## Phương tiện liên quan và sự xuất hiện khác
Ngoài các trò chơi, series đã xuất hiện các bản chuyển thể và spin-offs trong một số loại phương tiện truyền thông, chẳng hạn như audio drama, vở kịch sân khấu, light novel và manga.  Ngoài ra còn có các bộ anime chuyển thể từ năm trò chơi chính đầu tiên - Chaos;Head (2008), Steins;Gate (2011), Robotics;Notes (2012-2013), Chaos;Child (2017), và Steins;Gate 0 (2018)  - và  Occultic;Nine (2016). Bộ anime Steins; Gate đã nhận được phần tiếp theo của bộ phim hoạt hình, Load Region of Déjà Vu, được công chiếu vào năm 2013. Một loạt phim truyền hình trực tiếp Steins;Gate cũng được sản xuất bởi Skydance tivi. Có một số album nhạc có nhạc nền gốc của trò chơi, cũng như các album có sự sắp xếp mới.
Các nhân vật Steins;Gate, Kurisu Makise và Mayuri Shiina xuất hiện trong trò chơi điện tử nhập vai năm 2012 Nendoroid Generation. Kurisu cũng xuất hiện như một nhân vật có thể chơi được cùng với nhân vật Rimi Sakihata của Chaos;Head  trong trò chơi chiến đấu năm 2011 Phantom Breaker, và cùng với nhân vật Frau Koujiro của Robotics;Notes trong trò chơi Phantom Breaker: Battleground năm 2013. Nhiều nhân vật Steins; Gate cũng xuất hiện với tư cách là trùm trong trò chơi nhập vai 2013 Divine Gate.

## Liên kết ngoại
- Website chính thức (bằng tiếng Nhật)